# 日本香料工業会
日本香料工業会（にほんこうりょうこうぎょうかい、Japan Flavor & Fragrance Materials Association、JFFMA（読みはジャフマ））は、日本の任意団体（業界団体）。
1970年1月に日本合成香料工業会、日本食品香料工業会、日本香料同業会、大阪香料商組合が合併して設立された。日本国内で香料（フレーバーやフレグランスなどの調合香料、精油やアロマケミカルなどの香料原料、その他）に関する製造や販売、輸出入を行う企業が会員となって組織されている。
住所は、東京都中央区日本橋本町4-7-1 三恵日本橋ビル6F。

## 目的
日本における香料産業の発展と繁栄に寄与すること、それに必要な事業の実施と各会員の事業に共通な利益を増進することを目的としている。日本香料協会が学術団体的な色彩が濃いのに対し、より実務的な業界団体として機能している。

## 主な活動

### 調査・研究
- 香料及び香料産業に関係する技術の調査研究
- 香料及び香料産業に関係する情報・資料の調査・蒐集
- 香料及び香料産業に関係する法規の調査
- 諸外国の香料事情の調査

### 連絡・伝達
- 香料及び香料産業に関係する諸機関の方針（法規や規制などを含む）の会員企業への伝達
- 諸外国の関係機関との連絡

### 意見募集・折衝
- 香料業界の意見取りまとめ
- 関係する諸機関との折衝
- 香料の輸出入及び流通機能の円滑化

### 広報
- 香料の有用性などに関する知識の普及
- 香料の安全性に関する知識の啓蒙

## 組織
重要事項の審議決定を行う理事会（会長、副会長、監事、専務理事からなる）の下に、以下のような部会・委員会・特命委員が置かれている。
- 安全性部会
- 食品香料委員会
- 香粧品香料委員会
- 特許商標委員会
- 環境安全委員会
- 技術専門委員会
- PR委員会
- IFRA（国際香料協会）特命委員、IOFI（国際食品香料工業協会）特命委員

## 主な会員企業
- 高砂香料工業
- 長谷川香料
- 曽田香料
- 小川香料
- 長岡香料
- 塩野香料
- 三栄源エフ・エフ・アイ
- 高田香料
- 稲畑香料
- ジボダンジャパン
- シムライズ
- 日本フィルメニッヒ